# Lista de episódios de Nashville
Nashville é uma série de televisão estadunidense, do gênero drama musical, criada por Callie Khouri, e estrelada por Connie Britton como uma lendária estrela da música country cujo estrelato está começando a desaparecer, e Hayden Panettiere como uma estrela em ascensão. A série estreou na ABC em 10 de outubro de 2012.
O episódio piloto recebeu muitos elogios dos críticos, especificamente louvando o roteiro de Callie Khouri e as performances de Britton e Panettiere. Britto recebeu uma indicação ao Globo de Ouro de melhor atriz em série dramática e ao Emmy do Primetime de melhor atriz em série dramática, e Panettiere ao Globo de Ouro de melhor atriz coadjuvante em televisão por suas atuações. Em 12 de maio de 2016, a ABC cancelou a série após quatro temporadas.
Em 10 de junho de 2016, a CMT obteve os direitos de exibição da série e a renovou para sua quinta temporada de 22 episódios, que estreou em 15 de dezembro de 2016. Em 17 de novembro de 2017, foi confirmado que a série havia sido renovada para sua sexta temporada, e que aquela seria a última da série.
Em 26 de julho de 2018, 124 episódios de "Nashville" foram ao ar, concluindo a sexta temporada e finalizando a série.

## Resumo
| Temporada | Temporada | Episódios | Episódios          | Exibição Original      | Exibição Original       | Exibição Original |
| Temporada | Temporada | Episódios | Episódios          | Estreia de temporada   | Final de temporada      | Canal             |
| --------- | --------- | --------- | ------------------ | ---------------------- | ----------------------- | ----------------- |
|           | 1         | 21        | 21                 | 10 de outubro de 2012  | 22 de maio de 2013      | ABC               |
|           | 2         | 22        | 22                 | 25 de setembro de 2013 | 14 de maio de 2014      | ABC               |
|           | 3         | 22        | 22                 | 24 de setembro de 2014 | 13 de maio de 2015      | ABC               |
|           | 4         | 21        | 21                 | 23 de setembro de 2015 | 25 de maio de 2016      | ABC               |
|           | 5         | 22        | 11                 | 15 de dezembro de 2016 | 9 de março de 2017      | CMT               |
| 11        | 5         | 22        | 1 de junho de 2017 | 10 de agosto de 2017   |                         | CMT               |
|           | 6         | 16        | 8                  | 4 de janeiro de 2018   | 22 de fevereiro de 2018 | CMT               |
| 8         | 6         | 16        | 7 de junho de 2018 | 26 de julho de 2018    |                         | CMT               |

## Episódios

### 1ª temporada (2012–13)
| No. geral | No. na série | Título                                            | Dirigido por        | Escrito por                               | Exibição                | Audiência (milhões) |
| --------- | ------------ | ------------------------------------------------- | ------------------- | ----------------------------------------- | ----------------------- | ------------------- |
| 1         | 1            | "Pilot"                                           | R. J. Cutler        | Callie Khouri                             | 10 de outubro de 2012   | 8.93                |
| 2         | 2            | "I Can't Help It (If I'm Still in Love with You)" | R. J. Cutler        | Callie Khouri                             | 17 de outubro de 2012   | 6.74                |
| 3         | 3            | "Someday You'll Call My Name"                     | Michael Engler      | Liz Tigelaar                              | 24 de outubro de 2012   | 6.54                |
| 4         | 4            | "We Live in Two Different Worlds"                 | Paul McCrane        | Todd Ellis Kessler                        | 31 de outubro de 2012   | 5.74                |
| 5         | 5            | "Move It on Over"                                 | Lesli Linka Glatter | David Marshall Grant                      | 7 de novembro de 2012   | 6.07                |
| 6         | 6            | "You're Gonna Change (Or I'm Gonna Leave)"        | David Petrarca      | Meredith Lavender & Marcie Ulin           | 14 de novembro de 2012  | 5.93                |
| 7         | 7            | "Lovesick Blues"                                  | Mimi Leder          | Wendy Calhoun                             | 28 de novembro de 2012  | 5.69                |
| 8         | 8            | "Where He Leads Me"                               | Wendey Stanzler     | Jason George                              | 5 de dezembro de 2012   | 5.95                |
| 9         | 9            | "Be Careful of Stones That You Throw"             | Paul McCrane        | David Gould                               | 9 de janeiro de 2013    | 5.92                |
| 10        | 10           | "I'm Sorry for You, My Friend"                    | Sanaa Hamri         | Dana Greenblatt                           | 16 de janeiro de 2013   | 6.54                |
| 11        | 11           | "You Win Again"                                   | Paul Edwards        | Liz Tigelaar                              | 23 de janeiro de 2013   | 5.51                |
| 12        | 12           | "I've Been Down That Road Before"                 | Stephen Cragg       | Meredith Lavender & Marcie Ulin           | 06 de fevereiro de 2013 | 5.30                |
| 13        | 13           | "There'll Be No Teardrops Tonight"                | Eric Stoltz         | Todd Ellis Kessler & David Marshall Grant | 13 de fevereiro de 2013 | 5.74                |
| 14        | 14           | "Dear Brother"                                    | Jonathan Pontell    | Nancy Miller & Dana Greenblatt            | 27 de fevereiro de 2013 | 5.20                |
| 15        | 15           | "When You're Tired of Breaking Other Hearts"      | Paul McCrane        | Jason George & David Gould                | 27 de março de 2013     | 5.18                |
| 16        | 16           | "I Saw the Light"                                 | Julie Hébert        | Wendy Calhoun                             | 3 de abril de 2013      | 5.54                |
| 17        | 17           | "My Heart Would Know"                             | Sanaa Hamri         | Mollie Bickley St. John                   | 10 de abril de 2013     | 5.96                |
| 18        | 18           | "Take These Chains from My Heart"                 | Eric Stoltz         | Meredith Lavender & Marcie Ulin           | 1 de maio de 2013       | 5.27                |
| 19        | 19           | "Why Don't You Love Me"                           | Stephen Cragg       | Todd Ellis Kessler                        | 8 de maio de 2013       | 5.38                |
| 20        | 20           | "A Picture from Life's Other Side"                | Michael Waxman      | Dee Johnson                               | 15 de maio de 2013      | 5.56                |
| 21        | 21           | "I'll Never Get Out of This World Alive"          | Callie Khouri       | Callie Khouri                             | 22 de maio de 2013      | 6.02                |

### 2ª temporada (2013–14)
| No. geral | No.na série | Título                                      | Dirigido por      | Escrito por                            | Exibição                | Audiência (milhões) |
| --------- | ----------- | ------------------------------------------- | ----------------- | -------------------------------------- | ----------------------- | ------------------- |
| 22        | 1           | "I Fall to Pieces"                          | Michael Waxman    | Dee Johnson                            | 25 de setembro de 2013  | 6.50                |
| 23        | 2           | "Never No More"                             | Callie Khouri     | Meredith Lavender & Marcie Ulin        | 2 de outubro de 2013    | 5.98                |
| 24        | 3           | "I Don't Wanna Talk About It Now"           | Paul McCrane      | Tyler Bensinger                        | 9 de outubro de 2013    | 5.84                |
| 25        | 4           | "You're No Angel Yourself"                  | Julie Hébert      | Wendy Calhoun                          | 16 de outubro de 2013   | 5.76                |
| 26        | 5           | "Don't Open That Door"                      | Michael Grossman  | Dana Greenblatt                        | 23 de outubro de 2013   | 5.46                |
| 27        | 6           | "It Must Be You"                            | Kate Woods        | Monica Macer                           | 30 de outubro de 2013   | 5.25                |
| 28        | 7           | "She's Got You"                             | Mario Van Peebles | Debra Fordham                          | 13 de novembro de 2013  | 5.52                |
| 29        | 8           | "Hanky Panky Woman"                         | Eric Stoltz       | David Gould                            | 20 de novembro de 2013  | 5.75                |
| 30        | 9           | "I'm Tired of Pretending"                   | Kevin Dowling     | David Handelman                        | 4 de dezembro de 2013   | 5.70                |
| 31        | 10          | "Tomorrow Never Comes"                      | Patrick Norris    | Meredith Lavender & Marcie Ulin        | 11 de dezembro de 2013  | 5.18                |
| 32        | 11          | "I'll Keep Climbing"                        | Callie Khouri     | Tyler Bensinger                        | 15 de janeiro de 2014   | 5.10                |
| 33        | 12          | "Just for What I Am"                        | Stephen Cragg     | Ben St. John & Mollie Bickley St. John | 22 de janeiro de 2014   | 5.03                |
| 34        | 13          | "It's All Wrong, But It's All Right"        | Bethany Rooney    | Debra Fordham                          | 29 de janeiro de 2014   | 5.28                |
| 35        | 14          | "Too Far Gone"                              | Patrick Norris    | Monica Macer                           | 5 de fevereiro de 2014  | 5.16                |
| 36        | 15          | "They Don't Make 'Em Like My Daddy Anymore" | Patrick Norris    | Monica Macer                           | 26 de fevereiro de 2014 | 4.77                |
| 37        | 16          | "Guilty Street"                             | David Grossman    | Sibyl Gardner                          | 5 de março de 2014      | 5.09                |
| 38        | 17          | "We've Got Things to Do"                    | Ron Underwood     | Dana Greenblatt                        | 12 de março de 2014     | 5.08                |
| 39        | 18          | "Your Wild Life's Gonna Get You Down"       | Julie Hébert      | David Gould                            | 26 de março de 2014     | 5.19                |
| 40        | 19          | "Crazy"                                     | Jean de Segonzac  | Debra Fordham                          | 2 de abril de 2014      | 5.18                |
| 41        | 20          | "Your Good Girl's Gonna Go Bad"             | Mario Van Peebles | Meredith Lavender & Marcie Ulin        | 30 de abril de 2014     | 4.62                |
| 42        | 21          | "All or Nothing with Me"                    | Michael Waxman    | Dee Johnson                            | 7 de maio de 2014       | 4.70                |
| 43        | 22          | "On the Other Hand"                         | Callie Khouri     | Callie Khouri                          | 14 de maio de 2014      | 5.24                |

### 3ª temporada (2014–15)
| No. geral | No. na série | Título                                   | Dirigo por        | Escrito por                            | Exibição                | Audiência (milhões) |
| --------- | ------------ | ---------------------------------------- | ----------------- | -------------------------------------- | ----------------------- | ------------------- |
| 44        | 1            | "That's Me Without You"                  | Callie Khouri     | Dee Johnson                            | 24 de setembro de 2014  | 5.80                |
| 45        | 2            | "How Far Down Can I Go?"                 | Mario Van Peebles | Meredith Lavender & Marcie Ulin        | 1 de outubro de 2014    | 5.34                |
| 46        | 3            | "I Can't Get Over You to Save My Life"   | Stephen Cragg     | David Gould                            | 8 de outubro de 2014    | 5.61                |
| 47        | 4            | "I Feel Sorry for Me"                    | Elodie Keene      | Debra Fordham                          | 15 de outubro de 2014   | 5.02                |
| 48        | 5            | "Road Happy"                             | Arlene Sanford    | Dana Greenblatt                        | 22 de outubro de 2014   | 5.37                |
| 49        | 6            | "Nobody Said It Was Going to Be Easy"    | Thomas Carter     | Taylor Hamra                           | 29 de outubro de 2014   | 5.59                |
| 50        | 7            | "I'm Coming Home to You"                 | Mike Listo        | Monica Macer                           | 12 de novembro de 2014  | 5.66                |
| 51        | 8            | "You're Lookin' at Country"              | Eric Close        | Geoffrey Nauffts                       | 19 de novembro de 2014  | 5.52                |
| 52        | 9            | "Two Sides to Every Story"               | Stephen Cragg     | Ben St. John & Mollie Bickley St. John | 3 de dezembro de 2014   | 5.26                |
| 53        | 10           | "First to Have a Second Chance"          | Callie Khouri     | Meredith Lavender & Marcie Ulin        | 10 de dezembro de 2014  | 5.65                |
| 54        | 11           | "I'm Not That Good at Goodbye"           | Jan Eliasberg     | Debra Fordham                          | 4 de fevereiro de 2015  | 5.05                |
| 55        | 12           | "I've Got Reasons to Hate You"           | Jean de Segonzac  | Sibyl Gardner                          | 11 de fevereiro de 2015 | 5.18                |
| 56        | 13           | "I'm Lost Between Right and Wrong"       | Michael Lohmann   | David Gould                            | 18 de fevereiro de 2015 | 4.72                |
| 57        | 14           | "Somebody Pick Up My Pieces"             | Stephen Cragg     | Dana Greenblatt                        | 25 de fevereiro de 2015 | 4.86                |
| 58        | 15           | "That's the Way Love Goes"               | Callie Khouri     | Callie Khouri                          | 4 de março de 2015      | 5.31                |
| 59        | 16           | "I Can't Keep Away from You"             | Mike Listo        | Taylor Hamra                           | 1 de abril de 2015      | 5.05                |
| 60        | 17           | "This Just Ain't a Good Day for Leavin'" | Michael Lohmann   | Paul Keables                           | 8 de abril de 2015      | 4.61                |
| 61        | 18           | "Nobody Knows But Me"                    | Callie Khouri     | David Gould & Monica Macer             | 15 de abril de 2015     | 4.62                |
| 62        | 19           | "The Storm Has Just Begun"               | Nelson McCormick  | Dana Greenblatt & Geoffrey Nauffts     | 22 de abril de 2015     | 5.32                |
| 63        | 20           | "Time Changes Things"                    | Arlene Sanford    | Debra Fordham                          | 29 de abril de 2015     | 4.70                |
| 64        | 21           | "Is the Better Part Over?"               | Julie Hébert      | Meredith Lavender & Marcie Ulin        | 6 de maio de 2015       | 4.99                |
| 65        | 22           | "Before You Go Make Sure You know"       | Callie Khouri     | Dee Johnson & Callie Khouri            | 13 de maio de 2015      | 4.65                |

### 4ª temporada (2015–16)
| No. geral | No. na série | Título                                  | Dirigido por     | Escrito por                            | Exibição               | Audiência (milhões) |
| --------- | ------------ | --------------------------------------- | ---------------- | -------------------------------------- | ---------------------- | ------------------- |
| 66        | 1            | "Can't Let Go"                          | Callie Khouri    | Meredith Lavender & Marcie Ulin        | 23 de setembro de 2015 | 4.91                |
| 67        | 2            | "'Til the Pain Outwears the Same"       | Jean de Segonzac | David Gould                            | 30 de setembro de 2015 | 4.72                |
| 68        | 3            | "How Can I Help You Say Goodbye?"       | Stephen Cragg    | Debra Fordham                          | 7 de outubro de 2015   | 4.36                |
| 69        | 4            | "The Slender Threads That Bind Us Here" | Joanna Kerns     | Monica Macer                           | 14 de outubro de 2015  | 4.54                |
| 70        | 5            | "Stop the World (And Let Me Off)"       | Jan Eliasberg    | Meredith Lavender & Marcie Ulin        | 21 de outubro de 2015  | 4.47                |
| 71        | 6            | "Please Help Me, I'm Fallin'"           | Callie Khouri    | Taylor Hamra                           | 28 de outubro de 2015  | 4.18                |
| 72        | 7            | "Can't Get Used to Losing You"          | Eric Close       | Dana Greenblatt                        | 11 de novembro de 2015 | 4.55                |
| 73        | 8            | "Unguarded Moments"                     | Ron Underwood    | Paul Keables                           | 18 de novembro de 2015 | 4.44                |
| 74        | 9            | "Three's a Crowd"                       | Mike Listo       | Geoffrey Nauffts                       | 2 de dezembro de 2015  | 4.17                |
| 75        | 10           | "We've Got Nothing But Love to Prove"   | Arlene Sanford   | Debra Fordham                          | 9 de dezembro de 2015  | 4.14                |
| 76        | 11           | "Forever and for Always"                | Stephen Cragg    | Monica Macer & Dana Greenblatt         | 16 de março de 2016    | 4.22                |
| 77        | 12           | "How Does It Feel to be Free?"          | Steve Robin      | Ben St. John & Mollie Bickley St. John | 23 de março de 2016    | 4.10                |
| 78        | 13           | "If I Could Do It All Again"            | Callie Khouri    | Sybil Gardner                          | 30 de março de 2016    | 3.84                |
| 79        | 14           | "What I Cannot Change"                  | Lily Mariye      | Taylor Hamra                           | 6 de abril de 2016     | 4.04                |
| 80        | 15           | "When There's a Fire in Your Heart"     | Michael Lohmann  | Meredith Lavender & Marcie Ulin        | 13 de abril de 2016    | 4.12                |
| 81        | 16           | "Didn't Expect It to Go Down This Way"  | Mike Listo       | Paul Keables                           | 20 de abril de 2016    | 3.71                |
| 82        | 17           | "Baby Come Home"                        | Jet Wilkinson    | David Gould                            | 27 de abril de 2016    | 3.77                |
| 83        | 18           | "The Trouble with the Truth"            | Michael Lohmann  | Valerie Chu                            | 4 de maio de 2016      | 3.89                |
| 84        | 19           | "After You've Gone"                     | Bethany Rooney   | Debra Fordham                          | 11 de maio de 2016     | 3.94                |
| 85        | 20           | "It's Sure Gonna Hurt"                  | Mike Listo       | Taylor Hamra                           | 18 de maio de 2016     | 3.72                |
| 86        | 21           | "Maybe You'll Appreciate Me Someday"    | Callie Khouri    | Meredith Lavender & Marcie Ulin        | 25 de maio de 2016     | 4.19                |

### 5ª temporada (2016–17)
| No. geral | No. na série | Título                                    | Dirigido por     | Escrito por                                                                      | Exibição                | Audiência (milhões) |
| Parte 1   |              |                                           |                  |                                                                                  |                         |                     |
| --------- | ------------ | ----------------------------------------- | ---------------- | -------------------------------------------------------------------------------- | ----------------------- | ------------------- |
| 87        | 1            | "The Wayfaring Stranger"                  | Callie Khouri    | História por: Edward Zwick & Marshall HerskovitzRoteiro por: Marshall Herskovitz | 15 de dezembro de 2016  | 1.74                |
| 88        | 2            | "Back in Baby's Arms"                     | Stephen Cragg    | Callie Khouri                                                                    | 5 de janeiro de 2017    | 1.20                |
| 89        | 3            | "Let's Put It Back Together Again"        | Mike Binder      | Geoffrey Nauffts                                                                 | 12 de janeiro de 2017   | 1.11                |
| 90        | 4            | "Leap of Faith"                           | Lily Mariye      | Savannah Dooley                                                                  | 19 de janeiro de 2017   | 0.96                |
| 91        | 5            | "Love Hurts"                              | Ron Lagomarsino  | Jesse Zwick                                                                      | 26 de janeiro de 2017   | 0.93                |
| 92        | 6            | "A Little Bit Stronger"                   | Stephen Cragg    | Richard Kramer                                                                   | 2 de fevereiro de 2017  | 0.75                |
| 93        | 7            | "Hurricane"                               | Dan Lerner       | Liberty Godshall                                                                 | 9 de fevereiro de 2017  | 0.77                |
| 94        | 8            | "Stand Beside Me"                         | Mike Binder      | Matthew M. Ross                                                                  | 16 de fevereiro de 2017 | 0.83                |
| 95        | 9            | "If Tomorrow Never Comes"                 | Callie Khouri    | Geoffrey Nauffts                                                                 | 23 de fevereiro de 2017 | 0.93                |
| 96        | 10           | "I'll Fly Away"                           | Dan Lerner       | Liberty Godshall                                                                 | 2 de março de 2017      | 1.12                |
| 97        | 11           | "Fire and Rain"                           | Timothy Busfield | Jesse Zwick                                                                      | 9 de março de 2017      | 0.97                |
| Parte 2   |              |                                           |                  |                                                                                  |                         |                     |
| 98        | 12           | "Back in the Saddle Again"                | Dawn Wilkinson   | Savannah Dooley                                                                  | 1 de junho de 2017      | 0.78                |
| 99        | 13           | "'Til I Can Make It On My Own"            | Michael Lohmann  | Scott Saccoccio                                                                  | 8 de junho de 2017      | 0.69                |
| 100       | 14           | "(Now and Then There's) A Fool Such as I" | John Carrafa     | Callie Khouri                                                                    | 15 de junho de 2017     | 0.75                |
| 101       | 15           | "A Change Would Do You Good"              | Devon Gummersall | Matthew M. Ross                                                                  | 22 de junho de 2017     | 0.73                |
| 102       | 16           | "Not Ready to Make Nice"                  | Allan Arkush     | Troy Putney                                                                      | 29 de junho de 2017     | 0.78                |
| 103       | 17           | "Ghost in This House"                     | Maggie Greenwald | Richard Kramer                                                                   | 6 de julho de 2017      | 0.71                |
| 104       | 18           | "The Night Before (Life Goes On)"         | Michael Goi      | Geoffrey Nauffts                                                                 | 13 de julho de 2017     | 0.63                |
| 105       | 19           | "You Can't Lose Me"                       | Jesse Zwick      | Savannah Dooley                                                                  | 20 de julho de 2017     | 0.72                |
| 106       | 20           | "Speed Trap Town"                         | Jet Wilkinson    | Jesse Zwick                                                                      | 27 de julho de 2017     | 0.72                |
| 107       | 21           | "Farther On"                              | Michael Lohmann  | Liberty Godhsall                                                                 | 3 de agosto de 2017     | 0.74                |
| 108       | 22           | "Reasons to Quit"                         | Callie Khouri    | Scott Saccoccio                                                                  | 10 de agosto de 2017    | 0.68                |

### 6ª temporada (2018)
| No. geral | No. na série | Título                                  | Dirigido por      | Escrito por       | Exibição                | Audiência (milhões) |
| Parte 1   |              |                                         |                   |                   |                         |                     |
| --------- | ------------ | --------------------------------------- | ----------------- | ----------------- | ----------------------- | ------------------- |
| 109       | 1            | "New Strings"                           | Timothy Busfield  | Scott Saccoccio   | 4 de janeiro de 2018    | 0.87                |
| 110       | 2            | "Second Chances"                        | Mike Binder       | Jesse Zwick       | 11 de janeiro de 2018   | 0.78                |
| 111       | 3            | "Jump Then Fall"                        | Allan Arkush      | Savannah Dooley   | 18 de janeiro de 2018   | 0.73                |
| 112       | 4            | "That's My Story"                       | Lily Mariye       | Geoffrey Nauffts  | 25 de janeiro de 2018   | 0.80                |
| 113       | 5            | "Where the Night Goes"                  | Devon Gummersall  | Liberty Godshall  | 1 de fevereiro de 2018  | 0.72                |
| 114       | 6            | "Beneath Still Waters"                  | Dan Lerner        | Troy Putney       | 8 de fevereiro de 2018  | 0.66                |
| 115       | 7            | "Can't Help But Wonder Where I'm Bound" | Allan Arkush      | Tim Olshefski     | 15 de fevereiro de 2018 | 0.71                |
| 116       | 8            | "Sometimes You Just Can't Win"          | Michael Lohmann   | Scott Saccoccio   | 22 de fevereiro de 2018 | 0.80                |
| Parte 2   |              |                                         |                   |                   |                         |                     |
| 117       | 9            | "Pick Yourself Up"                      | Jesse Zwick       | Jesse Zwick       | 7 de junho de 2018      | 0.72                |
| 118       | 10           | "Two Sparrows in a Hurricane"           | Ellen S. Pressman | Michael Weintraub | 14 de junho de 2018     | 0.76                |
| 119       | 11           | "No Place That Far"                     | Dawn Wilkinson    | Savannah Dooley   | 21 de junho de 2018     | 0.75                |
| 120       | 12           | "The House That Built Me"               | Timothy Busfield  | Geoffrey Nauffts- | 28 de junho de 2018     | 0.67                |
| 121       | 13           | "Strong Enough to Bend"                 | Dan Lerner        | Troy Putney       | 5 de julho de 2018      | 0.70                |
| 122       | 14           | "For the Sake of the Song"              | Michael Lohmann   | Scott Saccoccio   | 12 de julho de 2018     | 0.62                |
| 123       | 15           | "I Don't Want to Lose You Yet"          | Allan Arkush      | Liberty Godshall  | 19 de julho de 2018     | 0.71                |
| 124       | 16           | "Beyond the Sunset"                     | Callie Khouri     | Jesse Zwick       | 26 de julho de 2018     | 0.88                |

## Especiais
| No. | Título            | Exibido entre                                                 | Exibição               | Audiência (milhões) |
| --- | ----------------- | ------------------------------------------------------------- | ---------------------- | ------------------- |
| 1   | "The Whole Story" | "Where He Leads Me" "Be Careful of Stones That You Throw"     | 2 de janeiro de 2013   | 3.94                |
| 2   | "On the Record"   | "Crazy""Your Good Girl's Gonna Go Bad"                        | 23 de abril de 2014    | 4.33                |
| 3   | "On the Record 2" | "That's the Way Love Goes""I Can't Keep Away from You"        | 25 de março de 2015    | 4.02                |
| 4   | "On the Record 3" | "We've Got Nothing But Love to Prove""Forever and for Always" | 16 de dezembro de 2015 | 2.52                |